# Pentoxifillin
A pentoxifillin (INN: Pentoxifylline) megnöveli a vörösvértestek flexibilitását, gátolja a vörösvértestek aggregációját, csökkenti a trombocitaaggregációt, csökkenti a fibrinogén szintet, a leukociták tapadását az endotheliumhoz, gátolja a leukocyták aktiválódását és az ennek következtében kialakuló endothelium károsodást és csökkenti a vér viszkozitását.
Minimális vasodilatator és enyhe pozitív inotróp hatást is leírtak.
Nem rendelkezik központi idegrendszeri stimuláló hatással.

## Farmakokinetikai tulajdonságok
A pentoxifillin felszívódása gyors a per os alkalmazása során. Chinotal 600 retard filmtabletta bevételét követően a pentoxifillin lassan 10-12 óra alatt ürül, ez a magyarázata annak, hogy az állandó plazmaszint fenntartható akár 12 órán keresztül is. A pentoxifillin felszívódást követően a májban first-pass metabolizmuson megy keresztül, emiatt biohasznosulása 20-30%. Az aktív főmetabolit 1-(5-hidroxihexil-3,7-dimetil-xantin (1. sz. metabolit), magasabb koncentrációban mérhető a plazmában, mint az anyavegyület (2:1), amivel reverzibilis biokémiai redox egyensúlyban van. A pentoxifillin és az 1. sz. metabolit egyaránt felelősek a hatásért.
A pentoxifillin plazmafelezési ideje kb. 1,6 óra, a metabolitoké kb. 1-1,6 óra.
A hatóanyag több mint 90%-a metabolizálódik és a vesén keresztül választódik ki, konjugáció nélkül, vízoldékony, poláris metabolitok formájában.
Károsodott vese- vagy májműködésben a felezési idő hosszabb, növekedik az abszolút biohasznosulás.

## Védjegyezett nevű készítmények
- Pentoxyl-EP (Extractum Pharma)
- Chinotal (PannonPharma)
- Trental